# Międzyplon

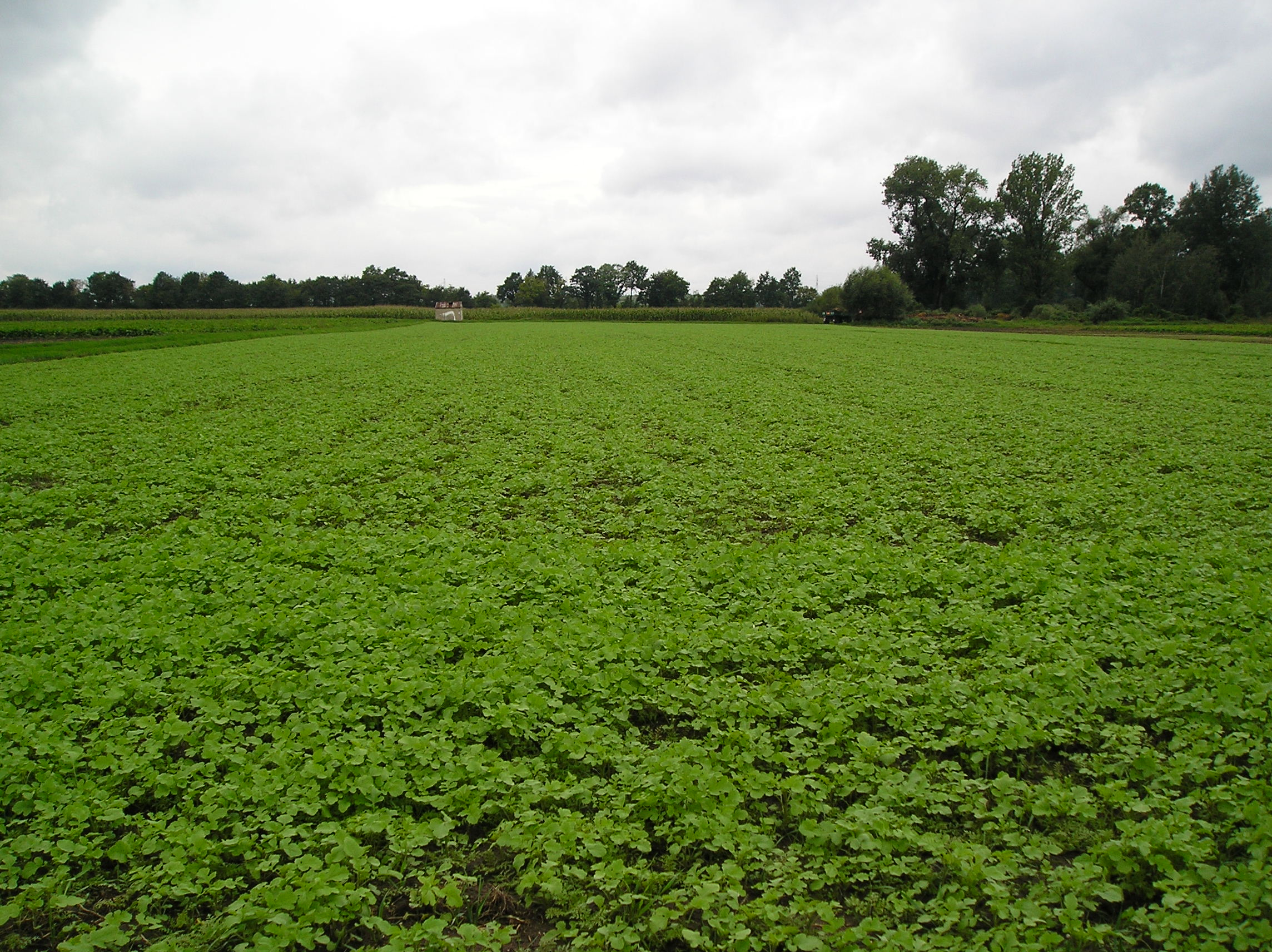
Gorczyca biała jako międzyplon ścierniskowy

Międzyplon, dawniej poplon – roślina uprawiana między dwoma plonami głównymi na zielonkę, siano, kiszonkę, na przyoranie jako zielony nawóz lub pozostawienie w postaci mulczu po ich ścięciu, zwałowaniu bądź zniszczeniu przez mróz. Ich uprawa ma duże znaczenie nie tylko dla produkcji paszy, ale i ze względu na zwiększanie biologicznej aktywności i żyzności gleby, działanie strukturotwórcze roślin i wzbogacanie gleby w azot (przez bobowate). W dobrze prowadzonym gospodarstwie rolnym poplony mogą zajmować nawet do 25-30 % powierzchni ziemi ornej. 
W zależności od terminu siewu wyróżnia się trzy rodzaje międzyplonów:
- ozime – wysiewane jesienią po zbiorze plonu głównego, a zbierane wiosną następnego roku, np. żyto, rzepak ozimy; rośliną następczą jest plon wtóry; stanowią źródło wczesnej paszy zielonej[2],
- ścierniskowe – wysiewane w drugiej połowie lata po zbiorze wczesnego plonu głównego, a użytkowane jesienią tego samego roku na paszę (np. rzepa ścierniskowa) lub przyorane na zielony nawóz (np. facelia, gorczyca biała, peluszka); w uprawie konserwującej zostawia się je do wiosny, w które sieje się rośliny jare[2],
- wsiewki międzyplonowe – siane wiosną jednocześnie z plonem głównym lub w czasie jego wegetacji i pozostające po jego zbiorze do jesieni tego samego roku, np. seradela wsiana w żyto; powinny być to rośliny dobrze znoszące zacienienie w pierwszym okresie wzrostu po wschodach i szybko rosnące po odsłonięciu[2];
- plon wtóry — nasiona roślin wysiewa się po zbiorze międzyplonu ozimego i zbiera jesienią tego samego roku[2].

Poza tym, w warzywnictwie międzyplon to roślina o krótkim okresie wegetacji uprawiana po zbiorze plonu głównego, np. szpinak po pomidorach.